# Xã Chisago Lake, Quận Chisago, Minnesota
Xã Chisago Lake (tiếng Anh: Chisago Lake Township) là một xã thuộc quận Chisago, tiểu bang Minnesota, Hoa Kỳ. Năm 2010, dân số của xã này là 4.656 người.